# Respomuso
Respomuso, parfois appelé Respumoso par erreur, est le nom d’un ibón des Pyrénées aragonaises, recréé artificiellement vers le milieu du XXe siècle par le biais d’un grand barrage de béton.

## Géographie
Le barrage comprend actuellement une surface de 72 hectares et est capable de retenir jusqu’à 17,2 hectomètres cubes  d’eau. Il est situé sur le territoire municipal de Sallent de Gállego (Vallée de Tena), à 2 100 mètres d’altitude et occupant le cône de deyección de l’abrupt cirque de Piedrafita. Il est entouré par les pics de Fondellas (3 071 m), Cristales (2 890 m), Forqueta (2 743 m), Musales (2 645 m) et Balaitous (3 144 m). Le lac du barrage est considéré comme le lieu de naissance du rio Aguas Limpias, affluent du Gállego.

## Histoire
L’œuvre a été à son époque tout un étalage de l’ingénierie, tant par sa grandeur que pour la complexité de sa situation. La polémique sur l’impact écologique et paysager à la suite de cette édification est encore en vigueur depuis lors.

## Voies d'accès
Près du barrage se trouve le refuge de Respomuso, auberge de montagne à 2 200 mètres d’altitude.